# RaiSat
RaiSat S.p.A. è stata una società controllata dalla Rai creata nel 1997 per produrre canali televisivi tematici per la televisione satellitare. L'azienda è stata chiusa nel 2010 nel contesto del passaggio al digitale terrestre e i canali televisivi, seppur diffusi anche via satellite, sono passati sotto la gestione diretta della Rai.
Il nome RaiSat riprendeva quello dell'omonima emittente satellitare tematica, attiva dal 31 gennaio 1990 al 12 agosto 1993.

## Premesse
Fino alla prima metà degli anni '80, in Italia, i servizi radiotelevisivi erano fruibili solamente in modalità analogica, ovvero tramite segnali in radiofrequenza diffusi da una catena di ripetitori sparsi lungo il territorio nazionale. I canali televisivi disponibili erano tutti di tipo generalista, con l'unica eccezione di Videomusic, il primo canale tematico in Italia.
Sulla spinta di quanto stava accadendo da pochi anni negli altri Stati europei (Germania, Francia e Regno Unito in testa), dove, oltre alla diffusione terrestre, era ben consolidata la trasmissione via cavo (che in Italia fino alla diffusione dell'IPTV non si era mai particolarmente diffusa) con un numero crescente di canali tematici — sia in chiaro che a pagamento — ad affiancare le tradizionali reti generaliste, si aprì una nuova frontiera: con la diffusione satellitare era possibile aumentare in maniera esponenziale l'offerta televisiva (ricevibile tramite un'antenna parabolica, un convertitore di banda e un ricevitore dedicato) e raggiungere finalmente in modo uniforme e capillare la copertura del loro territorio nazionale e paesi limitrofi, ove sia la diffusione terrestre sia quella via cavo avevano notevoli difficoltà a raggiungere ogni utenza. 
Nel corso degli anni '80 vennero lanciati alcuni satelliti per telecomunicazioni destinati alla diffusione di segnali radiotelevisivi per l'utenza finale: quelli della flotta TDF contenenti emittenti televisive e radiofoniche prevalentemente francesi, gli Astra contenenti in prevalenza emittenti britanniche e tedesche, e in via sperimentale l'ECS1 (European Communications Satellite, poi ribattezzato Eutelsat I-F1), che dal 1985 cominciò a diffondere in parte dell'Europa emittenti di altre nazioni, fra cui Rai 1 e Rai 2, con lo scopo di raggiungere anche i residenti all'estero.
Dunque, negli anni successivi, anche la Rai volle realizzare un'emittente tematica destinata all'utenza satellitare. L'occasione si presentò il 12 luglio 1989, quando venne lanciato in orbita il satellite Olympus a 18.8° Ovest: la Rai prenotò un transponder con l'intenzione di creare un nuovo canale tematico a vocazione culturale.

## Prima fase
Il 31 gennaio 1990, sotto la presidenza di Enrico Manca, venne inaugurata l'emittente satellitare RaiSat, con un palinsesto dedicato a documentari, film, spettacoli e una selezione di notizie tratte dai telegiornali dei principali broadcaster internazionali, limitato a una manciata di ore ma ripetuto ciclicamente, multilingue e anche con sottotitoli.
Con l'intento di sperimentare l'alta definizione, fu proprio RaiSat a diffondere alcune partite del campionato mondiale di calcio del 1990, svoltosi in Italia, con risoluzione 1250i, nello standard analogico HD-MAC; tale sperimentazione servì poi per mettere a punto i primi studi sul formato di compressione video digitale MPEG-2.
Tuttavia, in Italia, gli alti costi da parte dell'utenza per dotarsi delle apparecchiature necessarie alla ricezione dei programmi televisivi via satellite frenarono eventuali possibili sviluppi di RaiSat, relegandolo a una mera sperimentazione, un avamposto satellitare tematico in un momento in cui altre realtà nazionali avevano cominciato a diffondere complessivamente decine di canali tematici, che comunque motivarono gli allora pochissimi temerari (e facoltosi) telespettatori italiani a dotarsi di parabola, convertitore e ricevitore, per aumentare la possibilità di scelta, soprattutto musicale e sportiva, grazie ai canali tematici esteri, fin dalla seconda metà degli anni '80 spesso ritrasmessi - in tutto o in parte - via terrestre da alcune televisioni locali italiane.
Il 29 maggio 1991 il satellite Olympus, che diffondeva RaiSat in Europa, andò fuori orbita: il disservizio rientrò in breve tempo, quando venne riportato alla sua posizione predefinita a 18.8° Ovest. Nella notte tra il 12 e il 13 agosto 1993, probabilmente urtato da un piccolo meteorite, il satellite Olympus andò nuovamente — e stavolta in maniera definitiva — fuori orbita, facendone perdere il controllo.
Di conseguenza, il canale RaiSat cessò le trasmissioni, mentre continuò regolarmente la diffusione su Eutelsat 1-F1 di Rai 1 e Rai 2. Con l'avvento delle prime trasmissioni satellitari europee in digitale, nel 1995, con la pay TV DStv (piattaforma a pagamento contenente i canali di TELE+), la Rai affittò un transponder su Eutelsat 1-F1 per diffondere tutte e tre le reti generaliste in tecnica numerica (affiancandole alla tradizionale diffusione analogica su tale satellite): le potenzialità di questa innovazione, dal momento che su un transponder poteva essere veicolato un pacchetto con più canali digitali anziché un solo canale in PAL, spinsero la dirigenza della Rai a riesumare il progetto dell'offerta tematica in chiaro, che ricominciò con ben tre nuovi canali differenziati per target.

## La società
Nel 1997 fu riesumato il progetto RaiSat, adesso come azienda consociata alla Rai, con lo scopo di confezionare i primi tre canali tematici satellitari gratuiti del servizio pubblico.
Nel luglio 1999, con il trasferimento del personale fino a quel momento impiegato presso la direzione canali tematici, l'azienda cominciò a produrre altri nuovi canali esclusivamente a pagamento per D+ (poi TELE+ Digitale), che nel luglio 2003 vennero poi riorganizzati sotto l'egida Sky.
Nel 2009, a seguito del mancato rinnovo del contratto con Sky, venne reso noto che l'azienda madre si apprestava ad assorbire RaiSat al suo interno.
Fino al 18 marzo 2010 i soci di RaiSat sono stati al 95% la Rai e al 5% RCS MediaGroup. In quella data, la quota di azioni appartenente a RCS (pari a 3000000 €) venne liquidata. I canali, tuttavia, continuarono a utilizzare il marchio RaiSat fino al 18 maggio dello stesso anno, quando la Rai iniziò a utilizzare il proprio marchio aziendale anche per questi canali.
Dal luglio 1997 al 4 luglio 2007, l'amministratore delegato è stato Gian Luca Veronesi e il presidente è stato il massmediologo Carlo Sartori. Dal 5 luglio 2007 al 18 maggio 2010, il presidente è stato Carlo Freccero.

## Storia

### I primi canali satellitari gratuiti (1997-1999)
L'attività iniziò nel 1997 all'interno della Rai con quattro canali visibili in chiaro via satellite, ai quali se ne aggiunse un quinto nel 1999:
- RaiSat 1 - Cultura e spettacolo (27 ottobre 1997)
- RaiSat 2 - Ragazzi (29 settembre 1997)
- RaiSat 3 - Enciclopedia (13 ottobre 1997)
- RaiSat Nettuno Lezioni Universitarie (divenuto poi Rai Nettuno Sat Uno) (10 novembre 1997)[8]
- Rai Sport Satellite (1º febbraio 1999)

Il 29 luglio 1998 il servizio venne esternalizzato dal servizio pubblico e affidato a RaiSat S.p.A.

### Il passaggio in esclusiva su TELE+ Digitale (1999-2003)
Nel 1999 avvenne una riorganizzazione dei canali satellitari della Rai e, il 26 aprile di quello stesso anno, nacque Rai News 24, che originariamente doveva essere un canale satellitare a pagamento ma poi rimase in chiaro, fino a sbarcare nel 2004 anche sul digitale terrestre.
I primi tre canali, RaiSat 1, RaiSat 2 e RaiSat 3 spariscono per lasciare spazio a:
- RaiSat Art, dedicato all'arte e ai beni culturali;
- RaiSat Show, dedicato allo spettacolo;
- RaiSat Ragazzi, dedicato ai bambini e ragazzi;
- Rai Educational Sat, dedicato alla cultura educativa.

Inoltre nascono altri quattro nuovi canali:
- RaiSat Gambero Rosso (in collaborazione con Gambero Rosso), dedicato alla cucina;
- RaiSat Cinema, dedicato al cinema;
- RaiSat Album, dedicato alla memoria televisiva del passato;
- RaiSat Fiction, dedicato alle serie TV.

I canali diventano quindi otto e furono visibili solo a pagamento su D+ fino al 2001 e poi su TELE+ Digitale fino al 2003.

### Il periodo Sky Italia (2003-2009)
Nel 2003, con l'arrivo di Sky Italia, RaiSat riorganizzò nuovamente la propria offerta di canali, eliminando RaiSat Art, RaiSat Fiction, RaiSat Album e RaiSat Show, che chiusero i battenti il 30 luglio di quell'anno; RaiSat Cinema fu ribattezzato in RaiSat Cinema World ed esordirono, infine, RaiSat Premium, nato dall'unione di RaiSat Album e RaiSat Fiction, e RaiSat Extra, erede di RaiSat Show.
Il bouquet RaiSat fu così composto dai seguenti canali:
- RaiSat Cinema World
- RaiSat Extra
- RaiSat Gambero Rosso Channel
- Rai Nettuno Sat Due
- RaiSat Premium
- RaiSat Ragazzi

Il 1º novembre 2006, RaiSat Cinema World tornò a chiamarsi RaiSat Cinema e RaiSat Ragazzi fu suddiviso in due nuovi canali distinti per fasce d'età:
- RaiSat YoYo, per bambini dai 0 ai 5 anni;
- RaiSat Smash, per ragazzi e teenagers.

I canali aumentarono così a sei. Il 1º gennaio 2009, RaiSat Smash subì un restyling che lo portò a diventare RaiSat Smash Girls, indirizzandosi così verso un target esclusivamente alle ragazze adolescenti.

### Ritorno in chiaro e liquidazione della società (2009-2010)
Il 31 luglio 2009, al termine di lunghe trattative tra le parti, la Rai comunicò di non esser riuscita a rinnovare il contratto con Sky Italia per la diffusione dei canali RaiSat. I canali RaiSat allora attivi abbandonarono così la piattaforma satellitare a pagamento e approdarono sul digitale terrestre e sulla nascente piattaforma satellitare gratuita Tivùsat, a eccezione di due:
- RaiSat Gambero Rosso Channel, che passò sotto la completa gestione di Gambero Rosso S.p.A. diventando Gambero Rosso Channel;
- RaiSat Smash Girls, che terminò definitivamente le proprie trasmissioni.

L'offerta si ridusse così a soli quattro canali che divennero visibili, oltre che sul digitale terrestre (solo nelle aree di switch-off) e sulla piattaforma satellitare Tivùsat, anche in streaming su Rai.tv:
- RaiSat Extra
- RaiSat Premium
- RaiSat Cinema
- RaiSat YoYo

Infine, il 18 marzo 2010 la Rai assorbì l'azienda e il 18 maggio successivo, nell'ambito di un'ulteriore riorganizzazione dei propri canali, ne cambiò la denominazione (con la rimozione della dicitura Sat) e si occupò direttamente dei palinsesti. In sintesi:
- Rai Extra, poi sostituito da Rai 5;
- Rai Premium;
- Rai Movie;
- Rai YoYo.

## Canali televisivi
| Logo | Nome                                       | Inizio trasmissioni | Fine trasmissioni | Sostituisce    | Sostituito da                                       |
| ---- | ------------------------------------------ | ------------------- | ----------------- | -------------- | --------------------------------------------------- |
| —    | RaiSat 1                                   | 27 ottobre 1997     | 30 giugno 1999    | —              | RaiSat Art                                          |
| —    | RaiSat 2                                   | 29 settembre 1997   | 30 giugno 1999    | —              | RaiSat Ragazzi                                      |
| —    | RaiSat 3                                   | 13 ottobre 1997     | 30 giugno 1999    | —              | Rai Educational Sat                                 |
|      | RaiSat Nettuno                             | 10 novembre 1997    | aprile 2014       | —              | UniNettuno University TV                            |
|      | Rai Sport Satellite                        | 1º febbraio 1999    | 10 maggio 2008    | —              | stesso canale, gestione diretta Rai                 |
|      | RaiSat Art                                 | 1º luglio 1999      | 30 luglio 2003    | RaiSat 1       | —                                                   |
|      | RaiSat Ragazzi                             | 1º luglio 1999      | 31 ottobre 2006   | RaiSat 2       | RaiSat YoYo e RaiSat Smash (poi RaiSat Smash Girls) |
| —    | Rai Educational Sat                        | 1º luglio 1999      | 15 ottobre 2000   | RaiSat 3       | Rai Edu Lab (oggi Rai Scuola)                       |
|      | RaiSat Gambero Rosso/Gambero Rosso Channel | 1º luglio 1999      | 31 luglio 2009    | —              | Gambero Rosso Channel                               |
|      | RaiSat Cinema/Cinema World                 | 1º luglio 1999      | 18 maggio 2010    | —              | Rai Movie                                           |
|      | RaiSat Show                                | 1º luglio 1999      | 20 luglio 2003    | RaiSat 1       | RaiSat Extra                                        |
|      | RaiSat Album                               | 1º luglio 1999      | 30 luglio 2003    | —              | RaiSat Premium                                      |
|      | RaiSat Fiction                             | 1º luglio 1999      | 30 luglio 2003    | —              | RaiSat Premium                                      |
| —    | Rai Nettuno Sat Due                        | 15 marzo 2003       | 1º febbraio 2009  | —              | —                                                   |
|      | RaiSat Premium                             | 31 luglio 2003      | 18 maggio 2010    | RaiSat Fiction | stesso canale, gestione diretta Rai                 |
|      | RaiSat Extra                               | 31 luglio 2003      | 26 novembre 2010  | RaiSat Show    | Rai 5                                               |
|      | RaiSat YoYo                                | 1º novembre 2006    | 18 maggio 2010    | RaiSat Ragazzi | Rai YoYo                                            |
|      | RaiSat Smash/Smash Girls                   | 1º novembre 2006    | 31 luglio 2009    | RaiSat Ragazzi | Alcuni contenuti furono ridistribuiti su Rai Gulp   |